# Plus on est de fous (film, 1955)
Pour les articles homonymes, voir Plus on est de fous.
Pour plus de détails, voir Fiche technique et Distribution.
Plus on est de fous (One Good Turn) est un film britannique réalisé par John Paddy Carstairs, sorti en 1955.

## Synopsis
Norman vit toujours dans l'orphelinat Greenwood où il a grandi et où il est devenu un employé. Un matin, alors qu'il emmène les orphelins à l'école, ils s'arrêtent devant un magasin de jouets où une voiture à moteur impressionne les enfants, et plus particulièrement le petit Jimmy. Arrivé à l'école, Norman laisse les enfants aux bons soins d'Iris Gibson, leur professeur, mais aussi l'objet de l'affection de Norman. Mais elle s'intéresse plutôt à Alec Bigley , le fils du propriétaire du terrain sur lequel l'orphelinat est construit. En fait, c'est Mary, une autre employée, qui se languit de Norman, alors qu'il ne la remarque pas.
M. Bigley Sr. est également le président du comité de gestion de l'orphelinat. Il en persuade les membres que Greenwood devrait être fermé, ainsi il pourrait vendre le terrain à son associé, M. Carter, pour y construire une usine. Les enfants seraient alors répartis dans des familles d'accueil.
Plus tard, Jimmy, enthousiaste à l'idée de passer une journée avec sa tante, est désolé de ne pas la voir arriver. Pour le réconforter, Norman, sans réfléchir, lui promet de lui acheter la voiture qu'ils ont vue chez le marchand. La cuisinière de l'orphelinat lui reproche d'avoir fait une promesse qu'il ne pourra pas tenir, Norman n'ayant pas assez d'argent. Un des enfants dit à Jimmy que Norman ne sera jamais capable de lui acheter ce jouet. La nuit, Norman entend Jimmy prier Dieu que Norman tienne sa promesse.
M. Bigley Sr. arrange une excursion à Brighton pour les orphelins, ce qui lui laissera le champ libre pour visiter le site en prévision de sa vente. N'ayant jamais vu la mer, Norman est déçu lorsqu'on lui dit qu'il ne pourra pas participer au voyage. Mais, quand les enfants refusent de partir sans lui, on lui en donne la permission. Dans le train pour Brighton, une guêpe se glisse dans la jambe de pantalon de Norman. Il enlève son pantalon dans les toilettes et le secoue par la fenêtre, mais le pantalon s'envole. Il descend du train, est poursuivi par un policier, fait semblant de participer à une course à pied. Il travaille comme homme-sandwich pour gagner un peu d'argent, mais comme il est habillé en smoking il est confondu avec un chef  d'orchestre, ce qui amène le chaos sur scène.
Le lendemain, Iris s'arrange pour rencontrer Norman dans un café. Norman croit qu'il s'agit d'un rendez-vous, mais en fait elle veut juste l'informer des plans de M. Bigley. Norman commence à lui avouer son amour, mais elle le quitte pour retrouver Alec à une fête foraine. À cette fête, Norman tente de gagner de l'argent lors qu'un concours de boxe, mais il échoue. Iris offre de lui prêter l'argent dont il a besoin, mais il refuse. Plus tard, la cuisinière et Mary se cotisent pour lui prêter cet argent.
Le lendemain, Norman achète la voiture. Jimmy, voyant la voiture disparaître de la vitrine et ne sachant pas que c'est Norman qui l'achète, est désespéré et s'enfuit.
Mr. Bigley et ses associés visitent l'orphelinat, mais les enfants et les employés les refoulent en leur jetant de la farine et de l'eau. Voyant cela, l'acheteur potentiel renonce.
Iris ramène Jimmy, après lui avoir acheté un avion, ce qui lui a fait oublier complètement la voiture. Norman finalement accepte de voir Iris aimer Alec, et rentre à l'orphelinat main dans la main avec Jimmy et Mary.

## Fiche technique
- Titre original : One Good Turn
- Titre français : Plus on est de fous
- Réalisation : John Paddy Carstairs
- Scénario : John Paddy Carstairs, Maurice Cowan, Ted Willis
- Direction artistique : Carmen Dillon
- Décors : Dario Simoni
- Costumes : Phyllis Dalton
- Photographie : Jack E. Cox
- Son : John W. Mitchell, Gordon K. McCallum
- Montage : Geoffrey Foot
- Musique : John Addison
- Production exécutive : Earl St. John
- Production : Maurice Cowan
- Société de production : Two Cities Films
- Société de distribution : General Film Distributors
- Pays d'origine :  Royaume-Uni
- Langue originale : anglais
- Format : Noir et blanc  — 35 mm — 1,37:1 — son mono
- Genre : Comédie
- Durée : 90 minutes
- Dates de sortie : 
  - Royaume-Uni : 4 janvier 1955
  - France : 9 septembre 1955

## Distribution
- Norman Wisdom : Norman
- Joan Rice : Iris
- Shirley Abicair (en) : Mary
- Thora Hird : la cuisinière
- William Russell : Alec Bigley
- Joan Ingram : Mme Sparrow
- Richard Caldicot : M. Bigley
- Marjorie Fender : Tuppeny
- Keith Gilman : Jimmy
- Harold Kasket : Ivor Petrovitch